# Myrtopsis pomaderridifolia
Myrtopsis pomaderridifolia är en vinruteväxtart som först beskrevs av Henri Ernest Baillon, och fick sitt nu gällande namn av André Guillaumin. Myrtopsis pomaderridifolia ingår i släktet Myrtopsis och familjen vinruteväxter. Inga underarter finns listade i Catalogue of Life.